# 主权国家

联合国成员国分布图
联合国的成员国都是主权国家，但并非所有的主权国家都是联合国成员国，圖中可能因為特殊政治意識型態，而出現法理和現實中的不同。

主权国家（英語：Sovereign State，或），即是独立国家（Independent country），指的是一个擁有自我统治权（主權）的獨立國家（State）。主權国家在其領土區域內，享有排他的、绝对的管理权，并能推出一個中央政府來代表它实行管理。
目前的《国际法》将主权国家定义为拥有长住人口、确定领土、一个政府和与其他主权国家建立关系能力的国家。 通常也会被理解为主权国家即独立国家。 而根据国家宣示说的理论，一个主权国家可以在没有得到其他主权国家承认的情况下存在。 但是，未被承认的主权国家会发现其难以行使完整的条约制定权或与其他主权国家建立外交关系。

## 历史渊源
自19世纪末以来，几乎整个地球已被划分为多个部分（国家），这样或多或少地为不同的国家分配了明确的边界。而在以前，相当大的土地要么无人认领，要么被遗弃，要么居住着没有组织成国家的游牧民族。但是即便在现代国家，也有大片偏远地区（例如亚马逊热带森林）要么无人居住，要么完全或主要由原住民居住（其中一些族群仍然没有经常接触）。还有一些国家并未对其整个领土拥有事实上的控制，或者这种控制存在争议。
目前，国际社会拥有197个主权国家，其中大部分在联合国都有代表。这些国家存在于一个国际关系体系中，每个国家通过自己的计算来考虑其他国家的政策。从这个角度看，各国都陷入了特殊的内外安全与合法化国际体系的困境。而在最近所形成的国际社会概念则指的是为执行某种关系而建立了规则、程序和机构的一组国家。因此，国际法、官方承认的主权国家的外交、其组织和正式政权之间基础已经奠定。

## 现代起源
是基于领土的民族国家主权概念，并且外部代理人没有在其国内结构中产生任何作用。这是一个由国家、跨国公司和组织所组成的国际体系，始于1648年所签订的。
主权是一个经常被误用的术语。 直到19世纪，“文明标准”这一激进的概念还经常被用来确定世界上某些人是“未开化的”，缺乏有组织的社会。与“文明人”的“主权”相比，他们的“主权”要么完全缺乏，要么至少是劣等的，这一概念反映并构成了这种立场。 拉萨·奥本海姆说：“也许没有比主权更具争议性的概念了。这个概念从被引入政治学的那一刻起直到今天，从未有过一个普遍认同的意义，这是不争的事实。”

## 承認方式
國家承認（state recognition）是指「既存主權國家將一個政治實體視為主權國家」的行為，被承認的國家就具有國家地位（statehood，或稱國格），具有國際人格（international personality），能夠在國際社會中享受國際權利，負擔國際義務。需注意國家承認不等於外交承認也不等於政府承認。
在傳統國際法上，國家承認的理論包含宣示說與構成說，兩種理論的立場相左，目前學界以宣示說為通說，但有轉向構成說的趨勢。實踐上，國家承認通常介於宣示說和構成說之間，還有法律承認（recognition de jure）和事實承認（recognition de facto）的落差，其複雜性、多樣性實在超出這兩種理論所能解釋的範圍。

### 構成說
構成說（Constitutive Theory）主張國家承認是國家地位的充分必要條件，換句話說，是國家承認「創設」（constitute）了國家地位。構成說源自於19世紀的歐洲。1815年維也納會議的最後文件只承認了歐洲外交體系中的39個主權國家。拉薩·奧本海曾發表以下基於構成說的評論：
國際法並沒有說「只要國家不被承認，它就不存在」，而是說「國家在被承認之前，國際法不予理會」。只有當一個國家被承認，它才能成為國際法人和國際法的主體。
實際上，對於新成立的國家，有些既存的國家會承認，有些不予承認，這與各國的政治裁量有關。許多主權國家傾向承認對自己有政治利益的國家，甚至是自己扶植建立的國家。此外，構成說強調「國家人格須由他國創設」有違反國際法上國家主權平等原則的嫌疑，也可能阻礙或剝奪-少數族群民族自決權的行使。

### 宣示說
宣示說（Declarative/Declaratory Theory）主張，國家承認不屬於國家地位的構成要件。國家地位的存在先於國家承認，而國家承認的意義僅在於宣示、確認國家地位存在的事實，是一種證據，所以宣示說又稱 「證據說」（Evidentiary Theory）。。
1933年的《蒙特維多國家權利義務公約》即為宣示說的代表；該公約的締約方雖然僅限於美洲國家，但其條款普遍被視為習慣國際法之一。《蒙特維多公約》第一條指出：「國際法所承認的國家應具備以下資格：⑴ 常住人口；⑵ 界定的領土；⑶ 政府；⑷ 與其他國家建立關係的能力。」這些條件的存在為客觀的事實，不受國家承認的影響。《蒙特維多公約》又在第三條明示：「國家的政治存在，獨立於其他國家的承認。」而且即使未獲承認的國家也有權利捍衛其完整性及獨立。此一理論也被許多國際條約、司法判例及國際實踐接受，例如《美國對外關係法重述》（Restatement of Law, The Foreign Relations Low of the United State）、德波混合仲裁法庭（The German-Polish Mixed Arbitral Tribunal）所採取的立場。
宣示說的盲點在於忽略了國家承認作為一種政治裁量的影響力。實際上，一個缺乏國家承認的國家無法跟主權國家進行交往，也無法得到該國國內法賦予其他國家的權利。而且此理論無法防範一些違反國際法基本原則而建立的新國家，例如比照南非實施種族隔離而建立的羅德西亞。

## 国家与政府的关系
尽管“国家”与“政府”这两个术语经常互换使用， 但国际法上还是将非实体国家与其政府进行了区别；事实上，“流亡政府”的概念就是建立在这个区别之上的。 国家是非物质的法人实体，而不是任何类型的组织。 然而，通常情况下，只有一国政府才能对该国施加义务或约束该国，例如通过条约。

## 国家灭亡
一般来说，国家是持久的实体，尽管它们可以通过自愿方式或外部力量（例如军事征服）而消失。自二战结束以来，暴力废除国家政权的行为在实际上已经停止。 由于国家是非物质层面的法人实体，因而有人认为它们的灭绝不能仅由于物理力量。 相反，军队的实际行动必须与正确的社会或司法行动相关联，才能真正地废除一个国家。

## 国家本体状态
国家本体的状态一直是个颇有争议的主题， 特别是国家作为一个没有人可以看到、尝到、触到或以其他方式可以检测到的客体，国家本体状态一直存疑。

## 国家数量的趋势
自从第二次世界大战结束后，国际体系中的主权国家数量在激增。 一些研究表明，国际和区域组织的存在、经济援助的更多可用性以及对自决规范的更多接受程度都增加了政治实体选择分离的愿望，这都认为可以增加国际体系中的主权国家数量。 哈佛大学经济学家阿尔贝托·阿莱西那和塔夫茨大学经济学家恩里科·斯波拉奥雷（Enrico Spolaore）在他们合著的作品《国家规模（The Size of Nations）》中认为，国家数量的增加需要归功于更和平的世界、更大程度的自由贸易和全球经济一体化、民主化以及协调经济和政治政策的国际组织。

### 脚注
1. ↑  Malcolm N. Shaw.  8th Edition. 剑桥大学出版社. 2017-09-14: 178. ISBN 9781316638538 （英语）. Article 1 of the Montevideo Convention on Rights and Duties of States, 1 lays down the most widely accepted formulation of the criteria of statehood in international law. It note that the state as an international person should possess the following qualifications: '(a) a permanent population; (b) a defined territory; (c) government; and (d) capacity to enter into relations with other states'
2. ↑  Nandasiri Jasentuliyana (编). . Martinus Nijhoff Publishers. 1995-11-02: 20  [2021-11-04]. ISBN 9789041108845 （英语）. So far as States are concerned, the traditional definitions provided for in the Montevideo Convention remain generally accepted.
3. ↑  Henry Wheaton.  2. B. Fellowes. 1836: 51  [2021-11-04]. （原始内容存档于2022-01-07） （英语）. A sovereign state is generally defined to be any nation or people, whatever may be the form of its internal constitution, which governs itself independently of foreign powers.
4. ↑   4th Edition. Houghton Mifflin Company. 2006. ISBN 9780618701728 （英语）. sovereign: adj. 1. Self-governing; independent: a sovereign state.
5. ↑   2ed Edition. 牛津大学出版社. 2005  [2021-11-04]. ISBN 9780195170771 （英语）. sovereign: adjective ... [ attrib. ] (of a nation or state) fully independent and determining its own affairs.
6. ↑  Alain Pellet.  (PDF). European Journal of International Law. 1992, 3 (1): 182  [2021-11-04]. （原始内容 (PDF)存档于2018-10-08） （英语）. The Committee considers [...] that the state is commonly defined as a community which consists of a territory and a population subject to an organized political authority; that such a state is characterized by sovereignty; [...]
7. ↑  Thomas D. Grant. . Greenwood Publishing Group. 1999. ISBN 9780275963507 （英语）.
8. ↑  Hersch Lauterpacht.  2nd Edition. 剑桥大学出版社. 2012: 64. ISBN 9781107609433 （英语）.
9. ↑  施正鋒. . 民报. 2016-10-11  [2021-11-04]. （原始内容存档于2022-01-07） （中文（繁體））. 根據「宣示說」（declaratory theory），國家的存在是客觀的事實，並不需要他人的承認；……
10. ↑  Stephen D. Krasner. . Princeton University Press. 1999  [2021-11-06]. ISBN 9780691007113 （英语）.
11. ↑  Jorge Emilio Núñez. . International Journal for the Semiotics of Law - Revue internationale de Sémiotique juridique. 2014, 27 (4): 645–664. S2CID 150817547. doi:10.1007/s11196-013-9333-x （英语）.
12. ↑  Ralph Wilde. . Loyola of Los Angeles International Loyola of Los Angeles International  and Comparative Law Review and Comparative Law Review. 2009, 31 (1): 85–142  [2021-11-06]. （原始内容存档于2021-11-07） （英语）.
13. ↑  Worster, William. . 2010-05-02  [2023-06-10]. （原始内容存档于2023-06-10）.
14. ↑  Shaw, Malcolm Nathan.  5th. Cambridge University Press. 2003: 369. ISBN 978-0-521-53183-2.
15. ↑  陳隆志. .   [2023-06-09]. （原始内容存档于2020-02-25）.
16. ↑  林廷輝. . 台北: 元照. 2012: 33. ISBN 9789862551929.
17. ↑  Kalevi Jaakko Holsti Taming the Sovereigns p. 128 （页面存档备份，存于）.
18. ↑  Lassa Oppenheim, Ronald Roxburgh. . The Lawbook Exchange, Ltd. 2005: 135. ISBN 978-1-58477-609-3.
19. 1 2  許耀明. . 國際法，還有呢？droit international, et de plus?. 2010-03-10  [2023-06-09]. （原始内容存档于2023-06-10）.
20. ↑  顏聚享. . 法律白話文運動. 2017-10-19  [2023-06-09]. （原始内容存档于2023-06-10） （中文（臺灣））.
21. ↑  . 眾律國際法律事務所.   [2023-06-09]. （原始内容存档于2023-06-10） –痞客邦 （中文（臺灣））.
22. ↑  丘宏達. . 台北: 三民. : 316–317. 國家雖然不必給予其他國家正式承認，對具有國家要見的實體則必須以國家對待，除非該實體的取得國家的資格是違反聯合國憲章以武力或威脅達成的
23. ↑  吳嘉生. . 台北: 五南. 2011. ISBN 9789571153742. 對於國家之「承認」沒有「構成」性質，而僅係宣示而已。
24. ↑  United Nations Security Council Resolution 216
25. ↑  Edward Heath Robinson. . Geography Compass. 2013-08, 7 (8): 556–566. doi:10.1111/gec3.12065 （英语）.
26. 1 2  James Crawford; James R. Crawford.  2nd Edition. Oxford University Press. 2006. ISBN 9780198260028 （英语）.
27. ↑  Edward Heath Robinson. . Applied Ontology. 2010, 5 (2): 109–125. doi:10.3233/AO-2010-0077 （英语）.
28. ↑  Tanisha M. Fazal. . International Organization. 2004-04, 58 (2): 311 – 344. ISSN 1531-5088. S2CID 154693906. doi:10.1017/S0020818304582048 （英语）.
29. ↑  Edward Heath Robinson.  (PDF). Journal of Military Geography. 2011, 1: 17–29  [2021-11-06]. （原始内容 (PDF)存档于2018-02-19） （英语）.
30. ↑  Rik Ringmar. . European Journal of International Relations. 1996-12-01, 2 (4): 439–466. S2CID 145248100. doi:10.1177/1354066196002004002 （英语）.
31. ↑  Alan James. . Allen & Unwin. 1986  [2021-11-07]. ISBN 9780043201909 （英语）.
32. ↑  Costas M. Constantinou; Pauline Kerr; Paul Sharp. . 294–295: SAGE. 2016-06-20. ISBN 9781473959156 （英语）.
33. ↑  Tanisha M. Fazal; Ryan D. Griffiths. . International Studies Review. 2014-03, 16 (1): 79–106. ISSN 1468-2486. doi:10.1111/misr.12099 （英语）.
34. ↑  Ryan Griffiths. . E-International Relations. 2016-09-23  [2021-11-05]. （原始内容存档于2022-03-03） （英语）.
35. ↑  Alberto Alesina; Enrico Spolaore. . MIT Press. 2003  [2021-11-05]. ISBN 9780262012041 （英语）.

### 文献
- Schmandt, Henry J.; Steinbicker, Paul George. . Bruce Publishing Company. 1956  [2021-11-04]. （原始内容存档于2022-01-07） （英语）.

## 延伸阅读
- Antony Anghie（英语：Antony Anghie）.  2nd Edition. Cambridge University Press. 2005-01-03. ISBN 9780521828925 （英语）.

- Charles R. Butcher; Ryan D. Griffiths. . International Interactions. 2020, 46 (2): 291–308. doi:10.1080/03050629.2020.1707199 （英语）.

- Ti-chiang Chen. . International Affairs. 1952-04, 18 (2): 208–209. doi:10.2307/2604040 （英语）.

- James Crawford.  2ed Endtion. Oxford University Press. 2005. ISBN 9780198254027 （英语）.

- Dieter Grimm.  2ed Endtion. Columbia University Press. 2015-04-21. ISBN 9780231539302 （英语）.

- Hersch Lauterpacht.  2ed Endtion. Cambridge University Press. 2012. ISBN 9781107609433 （英语）.

- Macmillan Education Ltd; Richard Muir. . Macmillan International Higher Education. 2015. ISBN 9781349860760 （英语）.

- D. Raič. . Martinus Nijhoff Publishers. 2002-09-25. ISBN 9789041118905 （英语）.

- Henry J. Schmandt; Paul George Steinbicker. . . Milwaukee: The Bruce Publishing Company. 1954. LCCN 54010666 （英语）.